# توپولف تو-۸۵
توپولف تو-۸۵ (به انگلیسی: Tupolev Tu-85) یک هواگرد ساختِ کارخانهٔ توپولف در کشور اتحاد جماهیر سوسیالیستی شوروی است. این هواگرد برای نخستین بار در ۹ ژانویه ۱۹۵۱ میلادی مورد استفاده قرار گرفت.